# François Willi Wendt
 (février 2017).
Si vous disposez d'ouvrages ou d'articles de référence ou si vous connaissez des sites web de qualité traitant du thème abordé ici, merci de compléter l'article en donnant les références utiles à sa vérifiabilité et en les liant à la section « Notes et références ».
Pour les articles homonymes, voir Wendt.
François Willi Wendt, né le 16 novembre 1909 à Berlin (Allemagne) et mort le 15 mai 1970 à Châtillon, Hauts-de-Seine (France) est un peintre non figuratif français d’origine allemande, appartenant à la nouvelle École de Paris.
Après avoir définitivement choisi la peinture, il arrive en 1937 en France, sa future terre d’exil et d’adoption ; il y deviendra « l’un des meilleurs peintres et des plus personnels de sa génération ; artiste d’une grande pureté et d’une solide culture, son exigence vis-à-vis de lui-même, sa modestie et aussi son sens moral l’ont trop longtemps maintenu en dehors de la notoriété qu’il eut mérité d’atteindre » (Roger Van Gindertael). Dans les expositions collectives auxquelles il fut invité à participer, il fut régulièrement associé aux peintres les plus en vue de la nouvelle École de Paris, notamment Roger Bissière, André Lanskoy, Serge Poliakoff, Nicolas de Staël, Pierre Soulages.

## Biographie

### Formation en Allemagne
Issu d’un modeste milieu socialiste, François Willi Wendt devient boursier et poursuit ses études secondaires au lycée berlinois Zum grauen Kloster jusqu’au baccalauréat, qu’il obtient en 1928. De 1928 à 1934, il étudie la philosophie (notamment auprès de Karl Jaspers et de Martin Heidegger), la littérature anglaise et allemande et l’histoire de l’art dans les universités de Berlin, Heidelberg et Fribourg-en-Brisgau. Parallèlement, il commence à dessiner et à peindre — ses premiers essais abstraits datent de 1931 — et fréquente un temps l’atelier du peintre Julius Bissier.
Son adhésion aux idées novatrices de l’art abstrait s’est associée à la défense des libertés démocratiques, notamment de la liberté de création contre laquelle les idées nazies s'opposent. Dès 1928, il adhère au parti socialiste et fait partie de l'Union des étudiants socialistes (Sozialistischer Studentenbund) et rejoint ensuite le « Groupe rouge des étudiants » (Rote Studentengruppe - RSG). François Willi Wendt se liera d'amitié des éditeurs, des écrivains (notamment Herwarth Walden), des peintres et des militants. Il sera emprisonné puis placé sous la surveillance de la police, tandis que ses camarades connaîtront le même sort, ou les premiers camps d’internement. Il quitte l’Université au niveau du doctorat en 1934, pour des raisons politiques. En 1936, il obtient l’autorisation de voyager en Italie pour approfondir ses connaissances en archéologie, travaille avec le peintre A. Fleischmann qui y séjourne, et choisit définitivement la peinture.

### Exil en France
En 1937, son opposition au régime hitlérien le décide à l’exil. Il quitte l’Allemagne pour Paris où il arrive en novembre avec son amie, la peintre Greta Saur ; il fréquente un moment l’atelier de Fernand Léger et entre en relation avec Vassili Kandinsky, Robert Delaunay, Otto Freundlich et Serge Poliakoff ; il participe à des expositions de groupe et, jusqu’à la déclaration de la guerre, travaille également comme décorateur, professeur de langue et journaliste. En 1938, interné à la prison de la Santé comme « étranger indésirable », il est libéré sur l’intervention de Robert Desnos et obtient avec l’appui complémentaire de Robert Delaunay l’autorisation de séjourner à Paris comme réfugié politique.

### Situation pendant la Seconde guerre mondiale
Dès septembre 1939, il est interné dans plusieurs camps réunissant des apatrides : d’abord à Orléans et Cepoy (verreries de Montenon) près de Montargis, puis aux Milles et enfin à Nîmes, d’où il s’échappe avec quelques camarades au cours de l’été 1940 ; il se réfugie alors dans une clandestinité précaire à Marseille, où il travaille notamment dans un atelier de céramique. « Allemand en fuite », il sera à nouveau interné d’octobre 1941 à mars 1942 au camp de travail d’Aubagne où il sera incorporé comme « prestataire » au 829e GTRE et d’où, déclaré « inapte », il sera libéré pour des raisons de santé. Après l'entrée des troupes allemandes en zone sud à la fin de l’année 1942, il décide de se réfugier de façon irrégulière à Grenoble au printemps 1943. François Willi Wendt sera encore incarcéré en septembre 1943 pendant quatre semaines dans la prison disciplinaire du fort de Chapoly à Lyon ; recommandé par des membres actifs de la Résistance française au Professeur Robert Minder de la Faculté des Lettres de Grenoble, ce dernier lui assure sa protection en lui obtenant de faux papiers et en le recrutant comme assistant. François Willi Wendt vivra à Grenoble et à La Tronche, puis à Monestier-de-Clermont jusqu’à la fin de la guerre sous le nom de François Aymon et, notamment, y préparera au baccalauréat des élèves du lycée Champollion de Grenoble placés dans l'impossibilité de fréquenter leur établissement.
Il rencontre à la villa Brise des Neiges (La Tronche) où son amie Greta Saur a trouvé asile après son internement au camp de Gurs, une jeune réfugiée alsacienne, Charlotte Greiner, qu’il épousera après la Libération, dès son retour à Paris en 1945. Tout au long de ces années périlleuses et de grande précarité, François Willi Wendt fait partie de ceux aidés par le Comité Inter-Mouvements Auprès Des Évacués (CIMADE), et aussi par le pasteur P.C. Toureille, directeur de l'Aumônerie Protestante Pour les Étrangers en France.

### Suite de sa carrière de peintre en France
Après la guerre, il reprend des études universitaires, travaille notamment sur l'expressionnisme allemand et poursuit ses recherches picturales, orientées dans les milieux d’art abstrait d’avant guerre, et se réinscrit très vite dans le mouvement artistique qui se reconstitue. Il expose au Salon des surindépendants et participe, dès sa fondation en 1946, au Salon des Réalités Nouvelles ; il prend dans ce dernier une part active pour qu’y soient accueillis les peintres allemands qui, après avoir été stigmatisés voire persécutés par le régime hitlérien, ont poursuivi leur activité créatrice,.
Après la naissance de sa première fille Marthe en 1946, il trouve un logement et un atelier en banlieue parisienne à Châtillon (rue Hoche), où il s’installe avec sa famille ; il y concevra une grande partie de son œuvre et y résidera jusqu’en 1960. Un fils, Claude, naît en 1947.
En 1949, il se lie d’amitié avec Roger Van Gindertael, cofondateur et ancien rédacteur en chef de la revue Cimaise ainsi que des pages parisiennes des « Beaux-Arts » de Bruxelles et critique d’art au journal « Combat ». Les conditions de vie sont toujours précaires, et le statut d’apatride ne donnent droit qu'à des autorisations temporaires de séjour. Néanmoins grâce à ses premières expositions (de groupes et personnelles), la carrière de François Willi Wendt connaît une ascension fulgurante, et lui obtient la reconnaissance de ses pairs. En 1950, il demande à être naturalisé français, ce qui lui sera refusé en 1954.
Le peintre Karskaya se souvient : «…c’était le peintre le plus authentique, le plus fidèle à soi même ; il pouvait ne pas signer ses tableaux, il suffisait d’en avoir un dans « l’œil » pour les trouver sans chercher sa signature, dans ces salons babyloniens…».
En 1960, naît sa seconde fille, Anouk ; il emménage rue G. Péri, toujours à Châtillon, mais garde son atelier rue Hoche. La réalisation de son œuvre se poursuit dans un grand anonymat, mais avec le soutien de son épouse Charlotte et de quelques amis fidèles. En l’absence de notoriété, il devra se résoudre tout au long de son activité de créateur à consacrer une partie de son énergie à des activités salariées ; ainsi, il sera notamment professeur d’allemand à l’École Boulle, puis à partir de 1964, au Lycée technique et commercial de Cachan (Hauts-de-Seine).
Il obtiendra finalement en 1968 la nationalité française, grâce notamment aux interventions, appuis et témoignages de Robert Minder, professeur au Collège de France, de Bernard Dorival, conservateur en chef du Musée national d’art moderne, de Roger Van Gindertael, critique d’art, d’Olivier Debré, Roger Bissière et Pierre Soulages, artistes peintres. Il meurt brusquement le 15 mai 1970 à son domicile de Châtillon.

## Sur son œuvre

### L'artiste lui-même
- « Ce que nous voulons ? La transformation de nos expériences en un tourbillon de couleurs et de traits. Notre technique ? Qu’elle soit, autre phénix, toujours renouvelée du passé et du présent. Notre sujet ? Il n’y en a qu’un : l’avenir. » (dans l'Album no 1 du Salon des Réalités Nouvelles, 1947).
- « ...j’ai été tributaire du graphisme pendant quinze ans (1938-1953). J’ai cherché, dès le début, l’objectif. Par cette recherche, j’ai été amené à la structure. » (dans le Catalogue de l'exposition rétrospective organisée par Châtillon-des-Arts et la commune de Châtillon, 1971, p. 12.
- « Nous devons arriver à une synthèse où ni la couleur, ni la forme, ni le contenu ne soit absent. En dernier lieu, je dis : contenu bien que les fondements du banal, du mondain ou du magique aient fait long feu. (...) Ou bien chercherons-nous toujours quelques recettes nouvelles pour partager des plans, fragmenter des surfaces ou entasser des matières ? Je me le demande. Ou enfin, s’agit plutôt de ceci : être peintre, peindre ? » (Le Soleil Noir. Premier Bilan de l’art actuel 1937-1955, 1953, p. 328).
- « La peinture n’est pas une fin, mais un moyen, comme la musique ou la poésie. Le choix des moyens picturaux est secondaire et dépend des inclinations de chacun. Il s’agit peut-être d’exprimer par des éléments picturaux convenables non seulement notre temps dans sa structure la plus intime, mais aussi dans ce qui le dépasse. Notre aveuglement ou notre discernement, nos servitudes et nos libertés s’expriment infailliblement dans notre peinture. Les forces, aussi bien extérieures qu’intérieures qui nous régissent, ne sont peut-être pas toujours définissables. Nous sommes, sans exception, enfermés dans la vie comme tous nos pareils : c’est là notre tour d’ivoire et, peut-être notre seule vertu. » (dans l'article “Wendt” par Roger Van Gindertael, in Cimaise no 5 avril 1954, p. 16.

### Les critiques
« Dans sa jeunesse, quand il commença à peindre tout en poursuivant ses études universitaires, Wendt possédait les dons d’observation et les moyens d’expression d’un très bon peintre réaliste comme en témoignent les rares portraits des années 1930 qui ont pu être sauvés. Mais lorsqu’un peu plus tard, il eut décidé de se consacrer définitivement à la peinture, c’est de manière non moins réfléchie qu’il s’engagea dans les voies nouvelles de la conception « abstraite » de l’œuvre d’art. »
« ...il expose dans les premiers salons d’après-guerre, au Salon des Surindépendants et au Salon des Réalités Nouvelles. Cette première époque qui s’est étendue jusqu’en 1949 approximativement, se caractérisait par la dominante constitutive de la ligne. C’était, en effet, le tracé libre d’arabesques plus ou moins enchevêtrées qui animait la surface de la toile et qui déterminait la constitution de formes que le jeu des couleurs et des nuances venait ensuite matérialiser. Cette méthode d’élaboration n’a été pour le peintre qu’un point de départ, car il s’était essayé, simultanément, dans de plus petites œuvres, à varier ses moyens d’expression pour renforcer la densité des éléments picturaux et surtout pour élargir le champ d’action de ses investigations créatrices. »
« Est venue ensuite une assez longue période évolutive au cours de laquelle il s’attache à se dégager du graphisme en élargissant les empreintes des coups de pinceau jusqu’à tracer des formes pleines dont le mouvement crée une puissante sensation d’espace en même temps qu’un ordre plastique évident. Sans jamais porter atteinte à la nature objective de sa peinture qui était et est restée pour lui le principe rigoureux de l’art abstrait, il accentue l’aspect descriptif de ses compositions en chargeant les éléments de significations implicites et en dégage même parfois un certain dramatisme. Mais toujours avec réserve, car comme il s’était méfié du systématisme de l’art abstrait géométrique, il résiste aussi bien à ce moment à la tentation de la subjectivité de l’abstraction lyrique. »
« ...F. W. Wendt a rendu extrêmement sensible, dans chacun de ses tableaux, par la tension de sa structuration serrée que parfois la lumière rend picturale rend presque impondérable, l’intensité de son accomplissement et la lucidité de sa conscience. »
Roger Van Gindertael (1971) in Catalogue de l'exposition rétrospective organisée par Châtillon-des-Arts et la commune de Châtillon, 1971.

## Expositions

### Expositions de groupe
- 1938 « Point 38 par les jeunes » à la galerie L’Équipe (dir. : Joseph Lacasse)
- 1943 « 3e Grand Salon de printemps » à Monte-Carlo, expose sous le nom de François Aymon (organisation : P. Andry-Farcy, conservateur du musée de Grenoble)
- 1945 et 1946 Salon des Surindépendants
- 1946 à 1970 Salon des Réalités Nouvelles
- 1949 « Les Réalités nouvelles » à la Chapelle du lycée Ampère à Lyon
- 1949 et 1950 « Hostudstillingen » à Copenhague et Arhus (Danemark)
- 1952 et 1953 Salon d’octobre
- 1953 Galerie Suzanne Michel, Paris : Constant, Gilbert, Claude Goulet, Jean Pons, Selim, Jocelyn Chewett[5]
- 1954 Invité au Salon de Mai
- 1954 « Divergences » à la galerie Arnaud - Paris (organisation : R. Van Gindertael)
- 1955 Studio Paul Fachetti : Appel, Benrath, Boille, Calcagno, Olivier Debré, Joe Downing, Shirley Goldfarb, Pierre Graziani, Nicolas Ionesco, Shirley Jaffe, Maggy Kaiser, Laubiès, Levée, Signori, Ting, Tsingos, Van Haardt, Wendt
- 1955 « Phases de l'art contemporain » à la galerie R. Creuze - Paris (organisation : Édouard Jaguer)
- 1955 « Ausgewanderten Maler - Peintres émigrés en France» (avec Jankel Adler, Lou Albert-Lasard, Eduard Bargheer, Max Beckmann, Francis Bott, Heinrich Campendonk, Henri Davring (Heinrich Davringhausen), Max Ernst, Otto Freundlich, Johnny Friedlaender, Hartung, Paul Klee, Moise Kogan, Jeanne Kosnik-Freundlich, Rudolph Levy, Rolf Nesch, Max Peiffer Watenphul, Hans Purrmann, Joseph Sharl, Kurt Schwitters, Springer, Emma Stern, François Willi Wendt et Wols au Städtisches Museum de Leverkusen - Schloss Morsbroich (Allemagne)
- 1955 « Six peintres actuels » à la Galerie Craven - Paris : Istrati, Kolos-Vary, Wilfrid Moser, Nallard, Vulliamy et Wendt (organisation : R. Van Gindertael)
- 1956/1957 "Pentagone" à la galerie Arnaud -Paris (artistes sélectionnés par Michel Ragon, Pierre Restany, Roger Van Gindertael, Herta Wescher et Julien Alvard)
- 1957 Invité au Prix Lissone (Italie)
- 1957 « 50 ans de peinture abstraite » à la Galerie Greuze - Paris à l’occasion de la publication du « Dictionnaire de la peinture abstraite » de Michel Seuphor (Édition Fernand Hazan)
- 1958 « École de Paris - Französische Malerei des Gegenwart» au Kunsthalle de Mannheim - Allemagne (organisation : Pr G. Fuchs et R. Van Gindertael)
- 1959 « Neues aus der neuen Malerei » au Städtisches Museum de Leverkusen (Allemagne) - Groupe du Studio Paul Fachetti (organisation : C. Schweicher)
- 1960 « Permanence et actualité de la peinture » avec Chafik Abboud, Bissière, Bryen, Chapoval, Gauthier, Istrati, Lanskoy, Milo, Moser, Nallard, Pougny, Soulages, de Staël, Vulliamy et Wendt à la Galerie Raymonde Cazenave - Paris (organisation : R. Van Gindertael)
- 1961 « Artistes du 16e Salon des Réalités Nouvelles » à la Drian Gallery (Londres - Grande-Bretagne)
- 1961, 1962 et 1963 «La Vache Noire », Groupe « Ligne 4 », Salon de Montrouge, Montrouge, Hauts-de-Seine)
- 2006 Galerie Drouart à Paris (France), "Réalités Nouvelles, 1949-1955" (dir. Arthur Cavanna et Daniel Shidlower)

### Expositions personnelles
- 1951 Galerie Colette Allendy à Paris (France)
- 1954 Galerie Parnass (dir. Rolf Jährling) à Wuppertal (Allemagne)
- 1955 Centre d’études françaises de Düsseldorf (Allemagne)
- 1955 Galerie L’Entracte (dir. Ernest Genton) à Lausanne (Suisse)
- 1955 Galerie La Citadella (dir. Gisèle Real) à Ascona (Suisse)
- 1959 Galerie Paul Fachetti à Paris (France)
- 1963 Avec Greta Saur, Städtisches Museum Trier (dir. Curt Schweicher) à Trèves (Allemagne)
- 1964 Galerie Dorothea Loehr à Francfort-sur-le-Main (Frankfürt-am-Main, Allemagne)
- 1971 Châtillon-des-Arts et commune de Châtillon : exposition rétrospective (France)
- 1972 Foyer International d’Accueil de Paris (FIAP) : exposition rétrospective (France)

### Repères bibliographiques
- 1953 « L’art abstrait, nouvelle situation » par Roger Van Gindertael in « Premier bilan de l’art actuel » Le Soleil noir nos 3 et 4 (1953)
- 1953 « Hartung, Davring, Wendt, Leppien, Springer, Greta Saur/Sauer et Wols» par Herta Wescher in Art d’aujourd’hui Série 4, no 6 (août 1953)
- 1953 « Douze lithographies des peintres Calliyannis, Constant, Carrey, Dumitresco, Roger Hilton, Poliakoff, Istrati, Stephen Gilbert, Greta Saur/Sauer, Louis Pons, Selim Turan et Wendt » présentées par Roger Van Gindertael
- 1954 « Wendt » par Roger Van Gindertael in Cimaise no 5 (avril 1954)
- 1954 « Divergences » par Roger Van Gindertael, (1954)
- 1955 « Propos sur la peinture actuelle » par Roger Van Gindertael, Paris (1955)
- 1957 « Dictionnaire de la peinture abstraite » de Michel Seuphor (Ed. Hazan)
- 1957 « Peintres d’origine allemande en France : Francis Bott, Leo Breuer, Henri Davring, Max Ernst, Adolf Fleischmann, Albert Flocon, Otto Freundlich, Johnny Friedlaender, Hans Hartung, Leppien, Hans Reichel, Greta Saur/Sauer, Ferdinand Springer, Wols et François Willi Wendt » par Roger van Gindertael in Allemagne d’aujourd’hui no 4 (1957), p. 5–27.
- 1959 « Wendt» par Herta Wescher in Cimaise n° VI/5 (1959)
- 1959 « Le choix d’un critique : Moser, Nallard et Wendt » par Roger Van Gindertael in L’Œil no 55/56 (1959)
- 1960 « Permanence et actualité de la peinture » par Roger Van Gindertael, Paris (1960)
- 1960 « Réflexions sur l’École de Paris » par Roger Van Gindertael in Quadrum no 9 (1969)
- 1963 « François Willi Wendt - Greta Saur, catalogue de l’exposition du Städtisches Museum de Trèves » (Trier – Allemagne)
- 1963 « Les artistes dans leur atelier : « Wendt » par Madeleine Rousseau in Le Musée Vivant no 17 (1er et 2e trimestre 1963).
- 1970 « François Wendt n’est plus » par Roger Van Gindertael in Les Lettres françaises no 1336 du 27 mai 1970.
- 1971 Catalogue de l’exposition rétrospective organisée par Châtillon-des-Arts et la commune de Châtillon : François W. Wendt ou l’invitation à la vie par R.J. Moulin - François W. Wendt, l’homme et l’œuvre par Roger Van Gindertael - Témoignages de Robert Minder, Professeur au Collège de France, Robert Fontené et Morice Lipsi, président et vice-président et du Salon des Réalités Nouvelles, Herta Wescher, critique et historien d’art, de Kaskaya, artiste peintre.
- 1972 « Peinture, musique : François Willi Wendt» par André Almuro in France Culture - émission radiophonique du 15 mai 1972.
- 1974 « L'art abstrait, 1945 - 1970 (volume 4) » de Michel Ragon et Michel Seuphor, (Maeght Éditeur)
- 1980 « Treffpunkt Parnass Wuppertal 1949-1965 » de W. Baltzer und A. W. Biermann, Kunst- und Museumsvereins Wuppertal, Von der Heidt-Museum, (Köln : Rheinland-Verlag)
- 2004 « Échanges artistiques franco-allemands et renaissance de la peinture abstraite dans les pays germaniques après 1945 » de Marie-Amélie zu Salm-Salm (Édition L'Harmattan)
- 2005 « Im Blick des Anderen, die deutsch-französischen Kunstbeziehungen 1945-1959 » - prix parlementaire franco-allemand en 2006 - de Martin Schieder (Passages - Centre allemand d'histoire de l'art - Akademie Verlag)
- 2006 Catalogue de l'exposition « Réalités nouvelles 1948-1955 » d'Arthur Cavanna, Daniel Shidlower, Domitille d'Orgeval organisée par la Galerie Drouart (Paris)